# Unshō Ishizuka
Unshō Ishizuka (jap. 石塚 運昇 Ishizuka Unshō), właściwie Yukinori Ishizuka (jap. 石塚 運昇 Ishizuka Yukinori; ur. 16 maja 1951 w Katsuyamie, zm. 13 sierpnia 2018) – japoński seiyū, aktor dubbingowy i narrator, związany z agencją Aoni Production.
Ishizuka znany był przede wszystkim jako narrator i głos profesora Oaka, a także wielu innych postaci w oryginalnej wersji anime Pokémon. Jego inne znane role to m.in. Jet Black w Cowboy Bebop, Bunta Fujiwara w serii Initial D, Pan Szatan w serii Dragon Ball, Kizaru w serii One Piece, Joseph Joestar w JoJo’s Bizarre Adventure i Zabuza Momochi w serii Naruto. Użyczył również swojego głosu Heihachiemu Mishimie w kilku grach z serii Tekken.
Zmarł 13 sierpnia 2018 w wieku 67 lat na raka przełyku.

## Wybrane role głosowe
- 1993: Slam Dunk – Moichi Taoka
- 1996: Kidō Shinseiki Gundam X – Aimzat Kartral
- 1996: Czarodziejka z Księżyca –
  - Tetsurō Yoshinogawa,
  - Sailor Chef
- 1996: Detektyw Conan – Souhei Tatsumi
- 1996: Rurōni Kenshin – Fuji
- 1997: Virus Buster Serge – Dixon
- 1997: Berserk –
  - Narrator,
  - Void
- 1997: Pokémon –
  - Narrator,
  - Doktor Okido (Profesor Oak),
  - Sprzedawca Koikingów (Sprzedawca Magikarpi),
  - Dogars (Koffing),
  - Matadogas (Weezing),
  - Iwark (Onix),
  - Koiking (Magikarp),
  - Gyarados,
  - Onisuzume (Spearow),
  - Onidrill (Fearow),
  - Nyorobon (Poliwrath),
  - Kamex (Blastoise),
  - Kingler,
  - Fushigibana (Venusaur),
  - Haganeil (Steelix),
  - Różne głosy
- 1998–2014: Initial D – Bunta Fujiwara
- 2002: Naruto – Zabuza Momochi
- 2003: Planetes – Locke Smith
- 2014: JoJo’s Bizarre Adventure – stary Joseph Joestar